# Рудольф Август Демме
Рудольф Август Демме (нім. Rudolf August Demme; 3 червня 1894, Мюльгаузен — 5 січня 1975, Меккенгайм) — німецький воєначальник, генерал-майор вермахту (1 березня 1945). Кавалер Лицарського хреста Залізного хреста з дубовим листям.

## Біографія
Учасник Першої світової війни. 21 грудня 1918 року демобілізований. В 1937/39 роках у складі легіону «Кондор» брав участь у громадянській війні в Іспанії. Потім займався тренуванням новобранців. З 10 квітня 1940 року — командир 208-го запасного саперного батальйону, з 8 липня 1941 року — 92-го, з 15 грудня 1941 по 10 січня 1943 року — 58-го танкового саперного батальйону. Учасник Німецько-радянської війни. З 10 січня 1943 по 27 липня 1944 року — командир 59-го моторизованого полку. Відзначився у боях під Бобруйськом. З 20 вересня по 2 грудня 1944 року — командир 17-ї танкової, з 10 грудня 1944 року — 132-ї піхотної дивізії. 8 травня 1945 року взятий в полон радянськими військами в Латвії. 25 листопада 1949 року засуджений до військовим трибуналом 25 років таборів. 9 жовтня 1955 року переданий владі ФРН і звільнений.

## Нагороди
- Залізний хрест 2-го і 1-го класу
- Нагрудний знак «За поранення» в чорному
- Почесний хрест ветерана війни з мечами
- Медаль «За вислугу років у Вермахті» 4-го класу (4 роки)
- Іспанський хрест в бронзі
- Орден військових заслуг (Іспанія), білий дивізіон
- Медаль «За Іспанську кампанію» (Іспанія)
- Застібка до Залізного хреста
  - 2-го класу (2 вересня 1941)
  - 1-го класу (30 вересня 1941)
- Нагрудний знак «За участь у загальних штурмових атаках» (18 квітня 1942)
- Медаль «За зимову кампанію на Сході 1941/42» (15 серпня 1942)
- Німецький хрест в золоті (20 вересня 1942)
- Лицарський хрест Залізного хреста з дубовим листям
  - лицарський хрест (16 серпня 1943)
  - дубове листя (№537; 28 липня 1944)
- Нарукавний знак «За знищений танк» (15 серпня 1944)
- Нагрудний знак «За поранення» в золоті (15 серпня 1944)
- Нарукавна стрічка «Курляндія»